# بيلوغورسك (مقاطعة أمور)

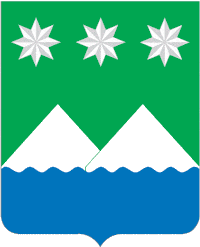
شعار المدينة

بيلوغورسك (بالروسية: Белогорск) هي مدينة في مقاطعة أمور أوبلاست في روسيا. يبلغ عدد سكانها حوالي 67891 نسمة.

## توأمة
لبيلوغورسك (أمور أوبلاست) اتفاقيات توأمة مع كل من:
- آنسيونغ
- سيبينغ
- سويهوا

## أعلام
- سيرغي تشوخراي